# Orgon
Orgon è un comune francese di 2 662 abitanti situato nel dipartimento delle Bocche del Rodano della regione della Provenza-Alpi-Costa Azzurra.

## Storia

### Simboli
Lo stemma ricorda la devozione alla Madonna di Beauregard che da secoli anima gli abitanti di Orgon.

D'Hozier, nel suo Armorial Général de France del 1696, riporta uno stemma leggermente differente: d'azzurro, alla Madonna d'argento, circondata da un ovale raggiante d'oro.

## Società

### Evoluzione demografica
Abitanti censiti

## Sport

### Sito d'arrampicata
Vicino al paese c'è un importante sito d'arrampicata che offre circa quattrocento vie su roccia di calcare. Negli anni '90 è stato un luogo storico per l'arrampicata dove potersi confrontare con gli 8c/+ di riferimento come Macumba Club di Jean-Baptiste Tribout o Le Bronx di François Petit.

#### Le vie
Le vie più difficili:
- 9a/5.14d:
  - Sachidananda - 05/2009 - Gérome Pouvreau[4]
- 8c+/5.14c:
  - La Connexion - 1994 - Jean-Baptiste Tribout - Unione di Macumba Club e Le Bronx
  - Le Bronx - 1994 - François Petit
- 8c/5.14b:
  - Le rodellar des playmobils - 20/04/11 - Christophe Zehani
  - L'irrévérence - 16/04/01 - Christophe Zehani, via chiodata da Jean-Baptiste Tribout
  - Macumba Club - 1992 - Jean-Baptiste Tribout